# Championnats du monde de semi-marathon 2014
Navigation
Championnats du monde 2012 Championnats du monde 2016
Les 21es Championnats du monde de semi-marathon ont eu lieu le 29 mars 2014 à Copenhague, au Danemark.

## Hommes

### Podiums
| Épreuves            | Or                                                     | Argent                                                 | Bronze                                       |
| ------------------- | ------------------------------------------------------ | ------------------------------------------------------ | -------------------------------------------- |
| Course individuelle | Geoffrey Kamworor 59 min 8 s (WL)                      | Samuel Tsegay 59 min 20 s (PB)                         | Guye Adola 59 min 20 s (PB)                  |
| Par équipes         | Érythrée Samuel Tsegay Zersenay Tadese Nguse Tesfaldet | Kenya Geoffrey Kamworor Wilson Kiprop Kenneth Kipkemoi | Éthiopie Guye Adola Adugna Tekele Bonsa Dida |

### Classement
| Rang               | Athlète                   | Pays | Temps           | Notes |
| ------------------ | ------------------------- | ---- | --------------- | ----- |
| Médaille d'or      | Geoffrey Kipsang Kamworor |      | 59 min 08 s     | WL    |
| Médaille d'argent  | Samuel Tsegay             |      | 59 min 21 s     | PB    |
| Médaille de bronze | Guye Adola                |      | 59 min 21 s     | PB    |
| 4                  | Zersenay Tadese           |      | 59 min 38 s     | SB    |
| 5                  | Nguse Amlosom             |      | 1 h 00 min 00 s |       |
| 6                  | Wilson Kiprop             |      | 1 h 00 min 01 s |       |
| 7                  | Ghirmay Ghebreslassie     |      | 1 h 00 min 10 s | SB    |
| 8                  | Samsom Gebreyohannes      |      | 1 h 00 min 13 s | PB    |
| 9                  | Adugna Tekele             |      | 1 h 00 min 15 s | PB    |
| 10                 | Kenneth Kiprop Kipkemoi   |      | 1 h 00 min 29 s | SB    |
| 11                 | Geofrey Kusuro            |      | 1 h 00 min 41 s | PB    |
| 12                 | Stephen Mokoka            |      | 1 h 00 min 47 s | PB    |
| 13                 | Elroy Gelant              |      | 1 h 01 min 10 s | PB    |
| 14                 | Bonsa Dida                |      | 1 h 01 min 12 s | PB    |
| 15                 | Lusapho April             |      | 1 h 01 min 16 s | PB    |
| 16                 | Polat Kemboi Arıkan       |      | 1 h 01 min 22 s | NR    |
| 17                 | Ayad Lamdassem            |      | 1 h 01 min 22 s | PB    |
| 18                 | Masato Kikuchi            |      | 1 h 01 min 23 s |       |
| 19                 | Fikre Assefa              |      | 1 h 01 min 30 s | PB    |
| 20                 | El Hassane Ben Lkhainouch |      | 1 h 01 min 31 s | PB    |
| 21                 | Josphat Boit              |      | 1 h 01 min 33 s | PB    |
| 22                 | Simon Cheprot             |      | 1 h 01 min 37 s |       |
| 23                 | Isaac Korir               |      | 1 h 01 min 40 s | PB    |
| 24                 | Robert Kwemoi Chemosin    |      | 1 h 01 min 43 s |       |
| 25                 | Alemu Bekele              |      | 1 h 01 min 46 s | PB    |
| 26                 | Daniel Rotich             |      | 1 h 01 min 56 s | SB    |
| 27                 | Daniele Meucci            |      | 1 h 01 min 57 s | SB    |
| 28                 | Shogo Nakamura            |      | 1 h 01 min 57 s | PB    |
| 29                 | Moses Kibet               |      | 1 h 02 min 02 s | PB    |
| 30                 | Paul Pollock              |      | 1 h 02 min 10 s | PB    |

## Femmes

### Podiums
| Épreuves            | Or                                              | Argent                                                 | Bronze                                     |
| ------------------- | ----------------------------------------------- | ------------------------------------------------------ | ------------------------------------------ |
| Course individuelle | Gladys Cherono 1 h 7 min 28 s (SB)              | Mary Wacera Ngugi 1 h 7 min 43 s (PB)                  | Selly Chepyego Kaptich 1 h 7 min 51 s (PB) |
| Par équipes         | Kenya Gladys Cherono Mary Wacera Sally Chepyego | Éthiopie Netsanet Gudeta Yetsehay Desalegn Genet Yalew | Japon Sayo Nomura Risa Takenaka Reia Iwade |

### Classement
| Rang               | Athlète                   | Pays | Temps           | Notes |
| ------------------ | ------------------------- | ---- | --------------- | ----- |
| Médaille d'or      | Gladys Cherono            |      | 1 h 07 min 29 s | SB    |
| Médaille d'argent  | Mary Wacera Ngugi         |      | 1 h 07 min 44 s | PB    |
| Médaille de bronze | Selly Chepyego Kaptich    |      | 1 h 07 min 52 s | PB    |
| 4                  | Lucy Wangui Kabuu         |      | 1 h 08 min 37 s | SB    |
| 5                  | Mercy Jerotich Kibarus    |      | 1 h 08 min 42 s | SB    |
| 6                  | Netsanet Gudeta           |      | 1 h 08 min 46 s | PB    |
| 7                  | Christelle Daunay         |      | 1 h 08 min 48 s | SB    |
| 8                  | Valeria Straneo           |      | 1 h 08 min 55 s | SB    |
| 9                  | Tsehay Desalegn           |      | 1 h 09 min 04 s | PB    |
| 10                 | Genet Yalew               |      | 1 h 09 min 15 s | PB    |
| 11                 | Krisztina Papp            |      | 1 h 10 min 08 s |       |
| 12                 | Mame Feyisa               |      | 1 h 10 min 08 s | PB    |
| 13                 | Annie Bersagel            |      | 1 h 10 min 10 s | PB    |
| 14                 | Lauren Kleppin            |      | 1 h 10 min 16 s | PB    |
| 15                 | Sayo Nomura               |      | 1 h 10 min 18 s | SB    |
| 16                 | Hirut Alemayehu           |      | 1 h 10 min 25 s | PB    |
| 17                 | Risa Takenaka             |      | 1 h 10 min 30 s |       |
| 18                 | Alyson Dixon              |      | 1 h 10 min 38 s | PB    |
| 19                 | Reia Iwade                |      | 1 h 10 min 45 s | SB    |
| 20                 | Karoline Bjerkeli Grøvdal |      | 1 h 10 min 53 s | SB    |
| 21                 | Alessandra Aguilar        |      | 1 h 10 min 56 s | PB    |
| 22                 | Veronica Inglese          |      | 1 h 10 min 57 s | PB    |
| 23                 | Lisa Christina Stublić    |      | 1 h 11 min 09 s |       |
| 24                 | Chieko Kido               |      | 1 h 11 min 17 s |       |
| 25                 | Souad Aït Salem           |      | 1 h 11 min 23 s |       |
| 26                 | Gladys Tejeda             |      | 1 h 11 min 24 s | NR    |
| 27                 | René Kalmer               |      | 1 h 11 min 53 s | SB    |
| 28                 | Jia Chaofeng              |      | 1 h 11 min 59 s |       |
| 29                 | Nadia Ejjafini            |      | 1 h 12 min 05 s | SB    |
| 30                 | Alexandra Louison         |      | 1 h 12 min 06 s | PB    |

## Tableau des médailles
| Rang | Nation   | Or | Argent | Bronze | Total |
| ---- | -------- | -- | ------ | ------ | ----- |
| 1    | Kenya    | 3  | 2      | 1      | 6     |
| 2    | Érythrée | 1  | 1      | 0      | 2     |
| 3    | Éthiopie | 0  | 1      | 2      | 3     |
| 4    | Japon    | 0  | 0      | 1      | 1     |